# Peugeot Type 48
La Type 48 è un'autovettura prodotta dal 1902 al 1909 dalla casa automobilistica francese Peugeot.

## Profilo
Si trattava di una vettura appartenente a quella che all'epoca era considerata la fascia bassa (in ogni caso, erano oggetti per gente molto agiata economicamente), ma con velleità tipiche di una vettura di classe superiore.
Fu lanciata nel 1902 ed era una piccola phaeton di 2.65 m di lunghezza, equipaggiata da un monocilindrico di 833 cm³ di cilindrata, in grado di erogare una potenza massima di 7 CV a 1200 giri/min. La Type 48 era costruita su un telaio tubolare in acciaio e montava un radiatore a serpentina. Fu prodotta fino al 1909 in 131 esemplari. Poté fregiarsi anche del titolo di Peugeot più longeva prodotta fino a quel momento.
La Type 48 fu sostituita nel 1910 dalla Type 126, una vettura che ebbe la doppia funzione di vettura di classe bassa e di classe alta.